# Shirley Williams, Baroness Williams of Crosby

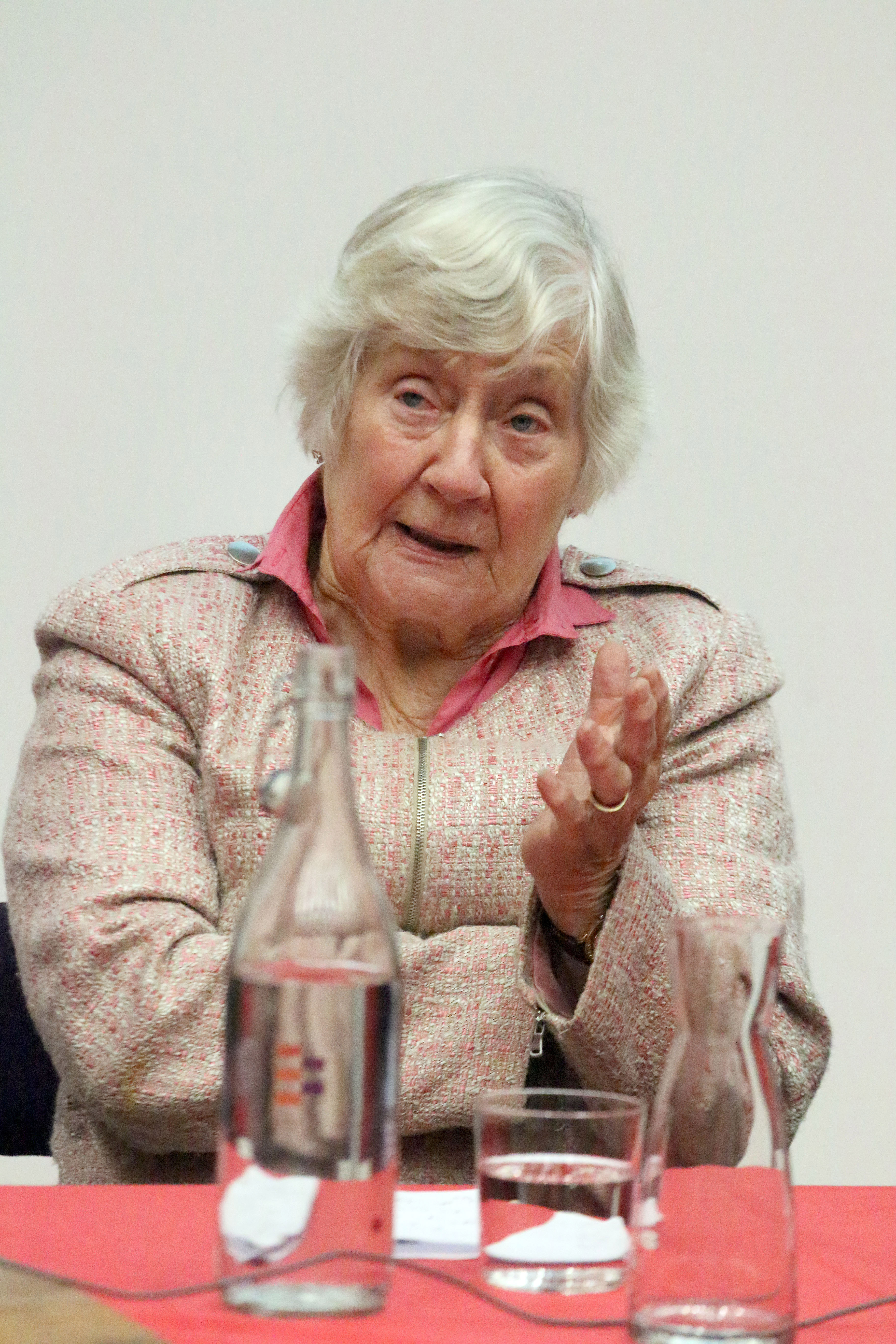
Shirley Williams, Baroness Williams of Crosby (2014)

Shirley Williams, Baroness Williams of Crosby, CH, PC (* 27. Juli 1930 in London; † 11. April 2021) war eine britische Politikerin (Liberal Democrats, zuvor Labour Party und SDP), Dozentin und Autorin. 

## Leben und Wirken
Shirley Vivien Teresa Brittain Catlin war die Tochter des Politikwissenschaftlers und Philosophen Sir George Catlin (1896–1979) und seiner Ehefrau, der Schriftstellerin und Journalistin Vera Brittain (1893–1970). Shirley Williams hatte einen älteren Bruder, John Edward Jocelyn Brittain Catlin (1927–1987). Sie studierte, wie ihre Mutter, am Somerville College in Oxford.
Im Jahr 1955 heiratete sie den britischen Philosophen Bernard Williams, der Professuren an verschiedenen Universitäten in Großbritannien und den USA innehatte und 1999 in den Ritterstand erhoben wurde. Sie hatten eine Tochter (Rebecca), die Anwältin ist und zwei Söhne hat. Die Ehe wurde 1974 geschieden. 1987 heiratete sie den Harvard-Professor Richard E. Neustadt († 2003). 2009 wurde ihre  Autobiografie „Climbing the Bookshelves“ veröffentlicht.
Williams gehörte dem House of Commons an, von 1964 bis 1974 für Hitchin und 1974 bis 1979 für Hertford and Stevenage für die Labour Party, von 1981 bis 1983 für Crosby für die Social Democratic Party. Vom 28. Februar 1974 bis zum 8. April 1976 war sie Ministerin für Preise und Verbraucherschutz (Secretary of State for Prices and Consumer Protection). Vom 10. September 1976 bis 4. Mai 1979 war sie Ministerin für Erziehung und Wissenschaften (Secretary of State for Education and Science). Gleichzeitig hatte sie das Amt der Generalzahlmeisterin (Paymaster General) inne.
1981 gründete sie als Teil der damals sogenannten Gang of Four (weitere Mitglieder: Roy Jenkins, David Owen und Bill Rodgers) die Social Democratic Party, weil sie mit dem Einfluss des linken Flügels auf Labour mehr und mehr unzufrieden war und auch ihr Unterhausmandat durch die Labourniederlage von 1979 verloren hatte. Für die SDP zog sie noch 1981 in einer Nachwahl als erstes über diese Partei gewählte Mitglied erneut ins britische Parlament ein.
1983 verlor sie, obwohl Mitglied des SDP-Vorstands, erneut ihren Parlamentssitz und konnte auch bei den Wahlen 1987 aufgrund des britischen Mehrheitswahlrechts keinen erringen. Sie befürwortete daraufhin maßgeblich die 1988 durchgeführte Fusion der SDP mit der Liberal Party zu den Liberal Democrats. Dennoch zog sie 1988 in die Vereinigten Staaten und war auch am Entwurf der Verfassung der Russischen Föderation beteiligt. 1990 wurde sie in die American Academy of Arts and Sciences gewählt. 1993 kehrte sie nach England zurück und wurde am 1. Februar 1993 als Baroness Williams of Crosby, of Stevenage in the County of Hertfordshire, zur Life Peeress erhoben. Dadurch bekam sie einen Sitz im britischen Oberhaus (House of Lords) und wurde dort als Nachfolgerin von Bill Rodgers, Baron Rodgers of Quarry Bank im Juni 2001 Fraktionsvorsitzende der Liberal Democrats. Im Juni 2004 folgte ihr in diesem Amt Thomas McNally, Baron McNally nach. Am 11. Februar 2016 schied sie freiwillig aus dem House of Lords aus.
Sie war Mitglied des European Leadership Network. Am 11. April 2021 starb sie im Alter von 90 Jahren.

## Partei
Williams war 1964 bis 1981 Labour-Mitglied, wechselte dann zur Social Democratic Party (SDP). Diese schloss sich 1988 mehrheitlich mit den Liberalen zu den Liberal Democrats zusammen. Von 1982 bis 1987 war Williams die erste Präsidentin der SDP.

## Werke (Auswahl)
- 1981: Politics is for People
- 1985: A Job to Live: The Impact of Tomorrow’s Technology on Work and Society
- 1988: The New Party – The New Technology
- 1993: Ambition and Beyond: Career Paths of American Politicians, mit Edward L. Lascher, Jr.
- 2003: God and Caesar: Personal Reflections on Politics and Religion
- 2009: Climbing the Bookshelves: The Autobiography of Shirley Williams